# Hyundai Unicorns
Les Hyundai Unicorns (hangeul : 현대 유니콘스) sont une équipe professionnelle sud-coréenne de baseball évoluant dans le championnat KBO. L'équipe est créée en même temps que la ligue en 1982 sous le nom des Sammi Superstars à Incheon. Elle change deux fois de propriétaires jusqu'à son rachat par le groupe Hyundai en 1995. Les Hyundai Unicorns (hangeul : 현대 유니콘스) remportent leur premier titre en 1998. En 2000, le club déménage pour Suwon et l'équipe joue ses matchs à domicile au stade de baseball Suwon. Les Unicorns remportent trois autres titres en 2000, 2003 et 2004.
En 2008, le club est vendu à un fonds d'investissement (Centennial Investment) et renommé Woori Heroes, les droits de nommage de l'équipe ayant été vendu à la compagnie Woori Tabacco. L'équipe joue ses rencontres au stade de baseball Mokdong à Séoul.

## Bilan par saisons
| Hyundai Unicorns |                       |      |      |      |    |      |      |       |               |
| Saison           | Nom                   | J    | V    | D    | N  | %    | GB   | Place | Playoffs      |
| 1982             | Sammi Superstars      | 80   | 15   | 65   | 0  | .188 | 41.0 | 6     |               |
| 1983             | Sammi Superstars      | 100  | 52   | 47   | 1  | .525 | 3.5  | 3     |               |
| 1984             | Sammi Superstars      | 100  | 38   | 59   | 3  | .392 | 19.0 | 6     |               |
| 1985             | Chungbo Pintos        | 110  | 39   | 70   | 1  | .358 | 38.0 | 6     |               |
| 1986             | Chungbo Pintos        | 108  | 32   | 74   | 2  | .302 | 37.5 | 6     |               |
| 1987             | Chungbo Pintos        | 108  | 41   | 65   | 2  | .387 | 22.0 | 7     |               |
| 1988             | Taepyungyang Dolphins | 108  | 34   | 73   | 1  | .318 | 34.5 | 7     |               |
| 1989             | Taepyungyang Dolphins | 120  | 62   | 54   | 4  | .534 | 8.5  | 3     |               |
| 1990             | Taepyungyang Dolphins | 120  | 58   | 59   | 3  | .496 | 11.5 | 5     |               |
| 1991             | Taepyungyang Dolphins | 126  | 55   | 69   | 2  | .444 | 25.5 | 5     |               |
| 1992             | Taepyungyang Dolphins | 126  | 56   | 67   | 3  | .455 | 24.5 | 6     |               |
| 1993             | Taepyungyang Dolphins | 126  | 34   | 82   | 10 | .293 | 43.5 | 8     |               |
| 1994             | Taepyungyang Dolphins | 126  | 68   | 55   | 3  | .553 | 11.5 | 2     | Finaliste     |
| 1995             | Taepyungyang Dolphins | 126  | 48   | 73   | 5  | .397 | 26.0 | 7     |               |
| 1996             | Hyundai Unicorns      | 126  | 67   | 54   | 5  | .554 | 4.5  | 4     | Finaliste     |
| 1997             | Hyundai Unicorns      | 126  | 51   | 71   | 4  | .418 | 22.5 | 6     |               |
| 1998             | Hyundai Unicorns      | 126  | 81   | 45   | 0  | .643 | 0.0  | 1     | Champion      |
| 1999             | Hyundai Unicorns      | 132  | 68   | 59   | 5  | .535 | 8.0  | 3     |               |
| 2000             | Hyundai Unicorns      | 133  | 91   | 40   | 2  | .695 | 0.0  | 1     | Champion      |
| 2001             | Hyundai Unicorns      | 133  | 72   | 57   | 4  | .558 | 7.0  | 2     | Deuxième tour |
| 2002             | Hyundai Unicorns      | 133  | 70   | 58   | 5  | .547 | 11.5 | 3     | Premier tour  |
| 2003             | Hyundai Unicorns      | 133  | 80   | 51   | 2  | .611 | 0.0  | 1     | Champion      |
| 2004             | Hyundai Unicorns      | 133  | 75   | 53   | 5  | .586 | 0.0  | 1     | Champion      |
| 2005             | Hyundai Unicorns      | 126  | 53   | 70   | 3  | .431 | 21.5 | 7     |               |
| 2006             | Hyundai Unicorns      | 126  | 70   | 55   | 1  | .560 | 4.0  | 2     | Deuxième tour |
| 2007             | Hyundai Unicorns      | 126  | 56   | 69   | 1  | .448 | 19.0 | 6     |               |
| Total            | 26 saisons            | 3137 | 1466 | 1594 | 77 | .479 |      |       | 4 titres      |

J : matchs joués, V : victoires, D : défaites, N : nuls, % : pourcentage de victoires, GB (Game Behind) : retard en matchs sur le premier du classement.